# Capanna Alpe Salei
Die Capanna Alpe Saléi ist eine Schutzhütte in der Gemeinde Comologno im Schweizer Kanton Tessin in den Lepontinischen Alpen auf einer Höhe von 1777 m ü. M. Sie liegt auf der gleichnamigen Alp zwischen dem Pizzo Zucchero 1899 m ü. M. und dem Creste 2060 m ü. M.

## Geschichte und Beschreibung
Eine der nicht mehr benutzten Sennhütten der Alpe Saléi wurde zur öffentlichen Berghütte umgebaut. Die Hütte wurde im Jahre 1994 eingeweiht. Sie wird privat geführt und ist während der ganzen Saison bewartet.
Die Hütte aus Natursteinen verfügt über Schlafräume auf der oberen Etage und einen Aufenthaltsraum für etwa 20 Personen auf der unteren Etage. Die Küche hat einen Holz- und Gasherd. Sie wird nur vom Hüttenwartteam benutzt, das regionale Gerichte für die Gäste zubereitet. Die Stromversorgung für die Beleuchtung erfolgt über eine Photovoltaikanlage. Die 16 Betten sind auf drei Zimmer verteilt. Es hat eine Aussenterrasse mit Tischen und Brunnen.

## Zustiege
- Saléi Vecchi 1748 m ü. M.: Saléi Vecchi ist von Zòtt (Vergeletto) aus mit der Seilbahn erreichbar. Die Gehzeit beträgt fünf Minuten bis zur Hütte.[1]
- Vergeletto 905 m ü. M.: Vergeletto ist mit dem öffentlichen Autobus erreichbar. Die Gehzeit zur Hütte beträgt 3 Stunden und der Höhenunterschied 800 Meter (Schwierigkeitsgrad T2).
- Comologno 1085 m ü. M.: Comologno ist mit dem öffentlichen Autobus erreichbar. Die Gehzeit zur Hütte beträgt 2 Stunden und der Höhenunterschied 700 Meter (T2).

## Aufstiege
- Bergsee «Laghetto dei Saléi» 1924 m ü. M.: Die Gehzeit beträgt 1 ½ Stunden von der Hütte, der Höhenunterschied 150 Meter (T2).[2]
- Pilone (auch «Cima Pian del Bozzo» genannt) 2191 m ü. M.: Die Gehzeit hin und zurück beträgt 3 ½ Stunden, der Höhenunterschied je 500 Meter Auf- und Abstieg (T2).[3]
- Fernwanderung Spruga–Bosco Gurin: Ausgangsort Spruga oder Capanna Alpe Salei: 1. Etappe über Passo del Bùsan bis Capanna Alple Arena in 3 ½ Stunden, 2. Etappe über Passo della Cavegna bis Rifugio La Reggia Cimalmotto in 4 ½, 3. Etappe Passo Quadrella bis Capanna Grossalp in 3 Stunden oder Bosco Gurin in 4 Stunden. Die Gehzeit für die 26 Kilometer lange Strecke über drei Pässe mit 2200 Meter Aufstieg und 1800 Meter Abstieg beträgt insgesamt 12 Stunden (Schwierigkeitsgrad T2).[4]

## Nachbarhütten
- Capanna Arena 1 ½ Stunden
- Capanna Ribia 4 Stunden
- Capanna Alzasca 5 Stunden